# 콘트라밴드
콘트라밴드(Contraband)는 미국 남북 전쟁 때 사용된 말이며, ‘도망 노예의 새로운 신분’ 또는 ‘북군에 들어온 노예’를 가리키는 말이었다. 영어에서 콘트라밴드(contraband)는 ‘밀수품’, ‘금수품’, ‘밀무역’ 등의 뜻이 있다.

## 역사
미국 남부의 여러 주가 유니언 탈퇴를 선언하고, 미국 연합군을 만들면서 남북 전쟁이 발발하였다. 직후 남부에서 소유한 노예의 신분 문제가 1861년 초 적대 관계가 시작된 후 곧바로 터져나왔다.
버지니아 남동부에 있는 먼로 요새 지휘관 벤자민 버틀러 소장은 남군이 점령한 노퍽 카운티에서 햄튼 로즈를 거쳐 탈출하여 북군의 먼로 요새에 나타난 3명의 노예의 보호자가 되었다. 버틀러 장군은 남군에 소속된 주인에게 노예를 반환하는 것을 거부하고 노예들을 ‘콘트라 밴드’로 자리 매김 했다. 이것이 도망자 노예를 ‘콘트라 밴드’라는 말로 표현한 최초의 사례가 되었다.
이 3명의 노예는 프랭크 베이커, 제임스 타운젠드 및 셰퍼드 말로리였으며, 그들의 주인이 남군과 계약하였다. 북군이 있는 먼로 요새 맞은 편에 있는 햄튼 로즈의 어귀에 해당하는 시웰스 포인트에 방어 포대를 만들기 위해 차출되어 있었다. 세 사람은 밤에 탈출하여 작은 거룻배를 저어 올드 포인트 컴포트를 경유하여 근처에 있던 먼로 요새로 탈출했다.
남북 전쟁 전에는 노예 소유자가 법적으로(동산으로서) 노예의 반환을 청구할 수 있었으므로, 이때도 이렇게 될 수 있었다. 그러나 버지니아는 더 이상 미합중국의 일부가 아니라고 선언한 직후였다. 버틀러 장군은 변호사로 교육을 받았으며, 이때도 그 입장에서 생각하여, 만약 버지니아가 미합중국을 외국으로 간주한다면 3명의 반환에 응할 의무가 없다는 해석을 했다. 대신 3명의 노예를 ‘전시금수품’(contraband)으로 보호했다. 버틀러가 예상한대로 남군 존 B. 캐리 소령은 3명의 반환을 요구하였고, 그는 위의 근거를 들어 반환을 거부했다. 3명의 노예는 아직 실제로는 자유인이 아니었지만, 노예가 아닌 ‘콘트라밴드’로서 새로운 신분이 될 것을 의심할 여지없이 매우 만족했다. 세 사람은 매우 적은 급여를 받았지만, 북군의 명령을 받고 일을 했다.
버틀러 장군은 도망 노예에 아무것도 지불하지 않고, 그들을 노예로 두어 호칭만 바꾼 것뿐이었다. 해군 장관 기드온 웰스는 1861년 9월 25일에 명령서를 발행하여 미국 해군에 고용된 ‘유색인종, 일반적으로 콘트라 밴드’에게 1일 간식비로 10달러를 지불하도록 명령했다. 미국 육군도 3주 후에 이 예를 모방하게 되었으며, 먼로 요새 남성 콘트라 밴드에게 1일 8달러, 여성은 4달러를 지불하기로 했다.
그해 8월 연방 의회는 몰수법을 통과시켜, 남군이 사용하던 재산은 노예를 포함하여, 북군이 몰수할 것을 선언했다. 이듬해 3월 〈노예 반환 금지법〉이 통과되고, 그렇게 붙잡은 인간의 반환을 금지했다.

## 그랜드 콘트라밴드 캠프
이 소문은 버지니아 남동부 노예 사회에 빠르게 확산되었다. ‘콘트라 밴드’가 되면 완전한 해방을 의미하지 않았지만, 많은 노예들은 그것을 해방의 첫 단계로 여겼다. 버틀러의 결정 이후, 더 많은 도망 노예가 먼로 요새를 목표로 길을 정하고, 콘트라 밴드가 되고자 했다. 원래 노예의 수가 증가하고 요새 내부의 숙소에서 수용할 수 없게 되었기 때문에, 콘트라밴드들은 남군이 불태워버린 햄프턴시에 있던 폐허에서 재료를 모아 혼잡한 요새 밖에 주택을 건설했다. 콘트라 밴드들은 그 숙소를 ‘그랜드 콘트라밴드 캠프’라고 불렀다. (별칭은 ‘슬라브타운’) 약 4년 후, 1865년 4월 종전까지 약 1만명으로 추정되는 흑인들이 ‘콘트라밴드’의 신분을 얻기 위해 근처에 살았다. 남부 전역에서, 북군은 규모는 다르지만, 100개 이상의 콘트라밴드 캠프를 운용했다. 1862년에 시작된 로아노크 섬의 캠프에서는 호래이스 제임스가 ‘로아노크 해방노예 식민지’(1863–1867)를 개척했다. 북군에 의해 임명된 군종 목사였던 제임스는 해방노예들과 함께 그 섬에 자급자족할 수 있는 식민지를 만들려고 시도했다.
먼로 요새 근처이지만, 엘리자베스 시군의 방벽 외부에서 콘트라밴드 성인과 어린이가 매리 S. 피크 등 선구자 교사에 의해 읽고, 쓰기를 배웠다. 그녀는 미국 전도사 협회에 의해 고용된 최초의 흑인 교사였다. 그들은 또한 북부의 많은 백인 교사들을 교육을 위해 남부로 파견했다. 엘리자베스 시티 카운티의 이 지역은 이후 역사적인 흑인 대학인 햄프턴 대학의 캠퍼스의 일부가 되었다. 버지니아 주법은 노예를 교육하는 것을 금지하고 있었지만, 이에 반하는 행위였으며, 피크와 여러 교사들은 교실은 야외 큰 오크 나무 아래에서 수업을 진행하였다. 1863년, 에이브러햄 링컨의 노예 해방 선언을 그곳에 있었던 콘트라밴드와 해방 흑인들이 읽고, 들을 수 있게 되었으며, 그 오크 나무는 이후 ‘해방의 오크’라고 알려져 유명하게 되었다. 그러나 해방 선언을 기초할 때 정치적 배려 때문에 대다수의 콘트라 밴드에게 진정한 해방은 1865년 말에 비준된 노예 제도의 폐지를 결정한 미국 헌법 수정 제13조의 통과되어서야 이루어졌다.
현대는 콘트라밴드 역사 학회가 그 자손에 의해 설립되어 그 이야기를 치하하면서 후세에 전하고 있다. 필리스 하이슬립 같은 저술가가 콘트라밴드 노예의 장면 등을 기록해 왔다.

## 용어
버틀러 장군은 결과적으로 ‘콘트라밴드’라는 이름을 붙은 노예를 다룬 최초의 예로 알려졌지만, 육군국에 지시를 요구하며 보낸 문서나 교신록에는 버틀러에게 탈출해온 도망 노예 대해 먼로 요새에서 그의 재직 기간에는 ‘콘트라밴드’라는 용어는 사용되지 않았다. 1861년 8월 9일, 버틀러는 아군으로 확보한 사람들을 ‘노예’라고 표현했다.
1861년 8월 10일, 미국 해군의 포함 USS 리살루트의 선장 대리 윌리엄 버드가 교신 문서에 도망 노예에 대해 ‘콘트라 밴드’라는 말을 처음 사용한 것이 공식 기록으로 남아 있다. As early as 1812, the term, "contraband" was used in general language to refer to illegally smuggled goods (including slaves).